# HMS Britomart (J22)
Pour les autres navires du même nom, voir HMS Britomart.
Le HMS Britomart (pennant number J22) est un dragueur de mines de la classe Halcyon construit pour la Royal Navy dans les années 1930 et utilisé pendant la Seconde Guerre mondiale.

## Construction
Le Britomart est commandé le 1er août 1937 pour le chantier naval de HM Dockyard, Devonport de Plymouth en Angleterre. La pose de la quille est effectuée le 1er juin 1938, le Britomart est lancé le 23 août 1938 et mis en service le 24 août 1939.
Le Britomart  est le dernier navire lancé de la classe Halcyon.
Il est parrainé par la communauté civile de Clowne dans le Derbyshire, dans le cadre de la Warship Week (semaine des navires de guerre) en mars 1942.
La classe Halcyon est conçue pour remplacer la classe Hunt précédente et varie en taille et en propulsion en fonction de sa construction.
Après la fabrication des 5 premiers Halcyon, et ses 2 exemplaires d'une variante, le deuxième groupe de 14 navires dont fait partie ce navire est lancé avec comme principale modification sa propulsion. Ils déplacent 828 t à charge standard et 1 311 t à pleine charge. Les navires ont une longueur totale de 74,75 m comme la variante de la première série , un maître-bau de 10,21 m et un tirant d'eau de 2,7 m.
Ils sont propulsés par deux turbines à vapeur Parsons (alors que la première série des Halcyon possédait des machines à vapeur verticales compound ou triple expansion), chacune entraînant un arbre, utilisant la vapeur fournie par deux chaudières à trois cylindres Admiralty. Les moteurs produisent un total de 1 750 ch (2 370 kW) et donnent une vitesse maximale de 16,5 nœuds (30,6 km/h). Il transporte au maximum 247 t de mazout, ce qui lui donne un rayon d'action de 7 200 milles marins (13 300 km) à 10 nœuds (19 km/h).  L'effectif du navire est composé de 80 officiers et hommes d'équipage.
Cette deuxième série de la classe Halcyon est armée de deux canons de marine de 4 pouces QF Mk V (102 mm) avec un montage HA Mk.III à angle élevé. Il est également équipé de huit mitrailleuses Lewis de .303 British (7,7 mm), ainsi d'un support quadruple pour les mitrailleuses Vickers de 12,7 mm est rajouté. Plus tard, dans sa carrière, il est rajouté jusqu'à quatre supports simples ou doubles pour les canons antiaérien Oerlikon de 20 mm. Pour le travail d'escorte, son équipement de dragage de mines pouvait être échangé contre environ 40 charges de profondeur.

## Histoire

### En mer du Nord
Après avoir terminé les essais du constructeur en août 1939, le Britomart prend sa station de guerre en mer du Nord dans le cadre de la 1re Flottille de dragueurs de mines. En septembre, il rejoint la flottille, composée du HMS Bramble (J11), Hazard (J02), Hebe (J24), Sharpshooter (J68), Speedy (J17) et Seagull (J85) à Scapa Flow. Ils sont ensuite déployés dans le cadre d'opérations de dragage de mines afin d’assurer un passage clair pour les navires de la Home Fleet (Flotte intérieure) qui entrent et sortent de l'ancrage de la Flotte. La flottille s'exécute jusqu'en novembre, date à laquelle elle est transférée sur le Clyde à la suite du naufrage du cuirassé Royal Oak (08). Ils sont déployés à Greenock. Ils reprennent le service en mer du Nord en décembre 1939, s'assurant que les passages hors des champs de mines de la côte Est étaient tenus à l'écart des mines.
En janvier 1940, la flottille est transférée pour des fonctions de défense des convois de l'Atlantique, basée à partir de Stornoway et couvrant le passage de convois vers le Canada. Le Britomart et le Bramble naviguent pour un rééquipement à Leith en mars qui dure jusqu'en mai. Ils rejoignent la flotte à Scapa Flow en juin et commencent leurs fonctions de draguage de mines. Cela les a occupés jusqu'en février 1941, lorsque les Britomart, Bramble, Hebe et Sharpshooter sont transférés à Harwich pour draguer les routes du convoi comme élément du Commandement Nore. Le Britomart est attaqué par avion le 15 mars alors qu’il balayait au large de Rye, dans le Sussex de l'Est, et est touché par une bombe qui frappe près du mess des officiers, tuant tout le monde à l'intérieur et causant des dommages considérables. Le Britomart navigue pour Portsmouth par ses propres moyens et est escorté par le Sharpshooter. Ses réparations durent d'avril à mai, et à son retour au service en juin, il rejoint le 3e groupe d'escorte avec le HMS Hazard et Bramble. Durant le mois d'août, ils sont basés à Stornoway et déployés comme escortes locales pour les convois de l'Atlantique, ainsi que leurs fonctions habituelles de draguage de mines.

### Avec les convois de l'Arctique
Le Britomart est nommé en août 1941 pour service détaché dans le nord de la Russie, l'exécution de vastes fonctions pour assurer le passage en toute sécurité des convois russes à destination et en provenance de l'Islande. Ses navires-jumeaux (sister ship) HMS Gossamer (J63), Leda (J93) et Hussar (J82) sont nommés en même temps, et reçoivent l'ordre de rejoindre le HMS Halcyon (J42), Harrier (J71) et Salamander (J86), qui sont déjà à Arkhangelsk. Après s’être préparés au service dans l'Arctique, ils naviguent pour l'Islande en septembre et, le 29 septembre, ils se joignent au convoi PQ 1 avec le croiseur Suffolk (55). Le convoi arrive à Arkhangelsk le 11 octobre et la flottille commence son déploiement russe. Entre octobre 1941 et janvier 1942, le Britomart est engagé dans des opérations de grande envergure dans la mer de Barents, assurant la circulation sécuritaire dans et hors des ports d'Arkhangelsk et de Mourmansk. Le 7 février, elle rejoint le Sharpshooter pour escorter les convois entrants PQ 9 et PQ 10 jusqu'à leur arrivée à Mourmansk le 10 février. Le 13 février, ils rejoignent le convoi de retour QP 7 à travers la mer de Barents, avant d’être détachés le 15 février et de retourner à Mourmansk.

#### Convoi PQ 17
Le Britomart sert dans le nord de la Russie jusqu'en mars 1942, date à laquelle il est nommé pour retourner au Royaume-Uni. Le 21 mars, avec le Sharpshooter, il   rejoint le convoi de retour QP 9 dans la baie de Kola. Ils naviguent avec le convoi jusqu'à Reykjavik, qu'ils ont atteint le 3 avril. Ils naviguent ensuite vers le Royaume-Uni, où ils sont pris en main pour un radoub, qui dure tout le mois de mai, période au cours de laquelle un radar de type 271 est installé. Il s'embarque de nouveau pour Reykjavik à la fin de ces travaux et, le 27 juin 1942, il rejoint le convoi PQ 17 composé de 36 navires marchands avec le Salamander et le Halcyon. La protection rapprochée du convoi est composée de 6 destroyers, 4 corvettes, 3 dragueurs tandis que la force de soutien est composée de 1 porte-avions, 4 croiseurs britanniques et 2 américains, 2 cuirassés, 13 destroyers britanniques et 2 américains et 8 sous-marins
Le convoi reçoit l'ordre de se disperser par l'Amirauté le 4 juillet en raison de la menace présumée d'attaque des capital ship allemands Tirpitz, de l'Admiral Scheer et de l'Admiral Hipper. Le Britomart est déployé le 5 juillet avec plusieurs des plus petites escortes à la recherche des navires marchands dispersés et rassemblent six navires marchands et font route pour la Nouvelle-Zemble, sous attaque aérienne continue. Les navires endommagés arrivent à Arkhangelsk le 11 juillet. Les allemands engagent 202 appareils contre le convoi et le  groupe de sous-marins Eisteufel  est déployé avec ses U-Boote U-88, U-251, U-255, U-334, U-376, U-408, U-456, U-457 et  U-657.
Le bilan est lourd, 26 des 34 navires sont coulés. Après cette mission, le Britomart reprend ses fonctions de draguage de mines.

### Draguage de mines dans les Barents
Le Britomart effectue ces fonctions tout au long du mois d’août 1942 et jusqu’en septembre, et le 13 septembre , il fait partie de l'escorte locale pour le convoi QP 14, avec les HMS Halcyon, Hazard et Salamander. Le 18 septembre, ils se joignent à deux destroyers soviétiques pour escorter le convoi PQ 18, qui a été attaqué par voie aérienne. Le convoi arrive le 20 septembre et le Britomart reprend ses fonctions de draguage de mines. Il est ensuite déployé le 17 novembre avec les HMS Halcyon, Hazard, Salamander et Sharpshooter pour escorter le convoi QP 15 à travers la mer de Barents. Ils en sont détachés le 20 novembre et renvoyés à Arkhangelsk. Le Britomart est brièvement au Royaume-Uni au début de 1943, mais est nommé pour retourner en Russie dans le cadre de l'escorte du convoi JW-52, et rejoint le convoi rassemblé au Loch Ewe. Il est déployé le 17 janvier avec les corvettes HMS Lotus (K130) et Starwort (K20), ainsi que trois chalutiers navals. Le convoi est attaqué par avions le 24 janvier, mais ceux-ci sont inefficaces. Le convoi arrive à destination le 27 janvier et le Britomart reprend ses fonctions habituelles.
Le 24 juillet 1943, il aide à maîtriser un incendie après qu’une attaque de quatre Messerschmitt Bf 109 a ouvert un feu sur l'AS Llandaff. L’attaque a eu lieu à environ 20 milles marins (37 kilomètres) de l'île Kildin. Le Llandaff faisait partie d’un petit convoi apportant du bois de la mer Blanche à la baie de Kola.

### Affecté au débarquement de Normandie
En février 1943, il escorte plusieurs autres convois à travers les Barents et continue ses fonctions de draguage jusqu'en octobre. Il fait brièvement l'objet d'une attaque aérienne alors qu'il drague au large de Cap Article, et est touché par deux bombes qui rebondissent sur le pont sans exploser.
Il retourne au Royaume-Uni en novembre 1943, après avoir escorté le convoi RA 54A et après son arrivée le 14 novembre, il subit un radoub. À la fin de la remise en état, il est nommé pour rejoindre la nouvelle 1re Flottille de dragueurs de mines' Flottille (1st Minesweeping Flotilla), avec le HMS Harrier, Gleaner (J83), Halcyon, Hussar (J83), Jason (J99), Salamander, Seagull et Speedwell. Tout au long de février et mars 1944, ils exercent leurs fonctions en mer du Nord et sont par la suite nommés pour le soutien au déminage lors des débarquements alliés prévus en Normandie pendant l'opération Neptune.
Ils naviguent pour Portsmouth en avril 1944 et rejoignent la Force S. Ils reçoivent l'ordre d’évoluer dans les Approches de la Manche vers les zones d'ancrage des têtes de plage, et est accompagnés de trois Motor Launch et quatre chalutiers armés de classe Isles rattachés à la flottille pour ces fonctions. Le Britomart participe à des exercices préparatoires avec les navires de la Force S et effectue des exercices de draguage de mines nocturne avec la Flottille. Après des briefings à Portsmouth, il est déployé dans la Manche avant les convois d’assaut.
L'opération est retardée de 24 heures le 4 juin à cause du mauvais temps, et ils quittent le Solent le 5 juin pour commencer leurs opérations. Ils effectuent leurs balayages, et à la fin de ce 6 juin, ils commencent à nettoyer les mouillages. Ils sont déployés le 8 juin pour commencer à élargir les canaux d'approche et à effectuer des patrouilles de défense au large des zones d'atterrissage de la Eastern Task Force (Force opérationnelle de l'Est). Ils effectuent cette tâche tout au long du mois de juillet, sous la menace constante d’attaques de la part de torpilleurs rapides Schnellboote et de sous-marins de poche.
En août, le Britomart est déployé au large d'Arromanches avec les HMS Harrier, Jason, Hussar, Gleaner et Salamander. Ils sont transférés dans la région du Havre pour des opérations de draguage de mines dans l'ancrage sélectionné pour le bombardement des positions ennemies par le HMS Warspite (03) et les monitors HMS Erebus (I02) et Roberts (F40). Ils essuient des tirs à terre le 23 août au cours de ces opérations, mais le 26 août, ils reçoivent l'autorisation de rester dans la zone pour achever les nettoyages au lieu de retourner à Arromanches.

### Naufrage
Après que les armées alliées furent mises à terre en toute sécurité en Normandie, le dragage des mines commence au large des ports de la Manche et les Britomart, Hussar (J82), Jason (J99) et Salamander (J86), affectés à la 1re Flottille de dragueurs de mines (1MSF) nettoyent les champs de mines de l'Axe au nord de la Normandie pour ouvrir des ports supplémentaires pour alimenter l'avance alliée. Dans l'après-midi du 27 août 1944, ils balayent au large du Cap d'Antifer en préparation de l'arrivée du cuirassé Warspite et surveillent les navires Erebus et Roberts pour engager l'artillerie côtière du Havre qui retardent l'avance des troupes canadiennes.
L'officier du quartier général affecté au projet de déminage à la 1MSF a négligé d'informer l'officier de pavillon de la zone d'assaut britannique sous les ordres du vice-amiral Rivett-Carnac, qui est chargé de défendre les plages d'invasion contre les torpilleurs rapides Schnellboote opérant du Havre. La 1MSF est observé sur le secteur sud-ouest de l'opération de déminage et supposé être des navires allemands attaquant les navires alliés au large des plages d'invasion. Le personnel de l'amiral demande aux 263e Squadron RAF et 266e Squadron RAF d'attaquer les présumés navires ennemis. Les escadrons ripostent avec 16 Hawker Typhoon armés de canons de 20 mm et de roquettes non guidées RP-3 hautement explosives de 60 livres. Les pilotes de la RAF identifient la 1MF comme une navigation probablement amicale, mais après avoir remis en question leurs ordres, on les informe que la Royal Navy n'a aucun navire dans la région.
Dans une attaque au soleil bien exécutée à 13h30, les Typhons coulent le Britomart et le Hussar  tandis que le Salamander est si endommagé au-delà des réparations économiques qu'il sera radié du service actif et considéré comme une perte totale. 86 marins britanniques sont tués et 124 autres sont blessés. La 1MF identifie les Typhons comme amis, et une mauvaise visibilité au soleil les a empêché la reconnaissance précoce du « feu ami » imminent. Le Jason établit un contact radio pour mettre fin à l'attaque.
L'épave se trouve dans 25 mètres d’eau à la position géographique de 49° 41′ N, 0° 05′ E.

### Honneurs de bataille
- ARCTIC 1942
- NORMANDY 1944

### Participation auxconvois
Le Britomart a navigué avec les convois suivants au cours de sa carrière:
1. Convoi ETM 63
2. Convoi FTM 63
3. Convoi HX 134
4. Convoi HX 140
5. Convoi HX 144
6. Convoi JW 52
7. Convoi JW 53
8. Convoi OB 331
9. Convoi OB 340
10. Convoi ON 2
11. Convoi ON 7
12. Convoi ON 19
13. Convoi PQ 1
14. Convoi PQ 9
15. Convoi PQ 17
16. Convoi PQ 18
17. Convoi QP 7
18. Convoi QP 9
19. Convoi QP 14
20. Convoi QP 15
21. Convoi RA 54A
22. Convoi SC 33
23. Convoi SC 35
24. Convoi SC 38
25. Convoi BK 16S
26. Convoi KB 23S3
27. Convoi KB 25S3

### Commandement
- Lieutenant commander (Lt.Cdr.) Eric Percival Hinton (RN) du 28 juin 1939 au 28 mai 1940
- Lieutenant Commander (Lt.Cdr.) John Mark Symonds Cox (RN) du 28 mai 1940 au 15 mars 1941
- Lieutenant (Lt.) George Henry Cook (RNVR) du 15 mars 1941 au 29 mars 1941
- Lieutenant Commander (Lt.Cdr.) Roger Frederick (RN) du 29 mars 1941 au 10 août 1941
- Lieutenant Commander (Lt.Cdr.) Spencer Shelly Stammwitz (RN) du 10 août 1941 au 5 janvier 1944
- Lieutenant Commander (Lt.Cdr.) Arthur James Galvin (RNR) du 5 janvier 1944 au 27 mai 1944

## Anecdotes
L'acteur anglais Robert Newton s'enrôle dans la Royal Navy et fait un service actif avec le grade de Able seaman (matelot breveté) à bord du HMS Britomart. Après deux ans et demi dans la Royal Navy, il est libéré pour des raisons médicales en 1943.